# Алсіндо Сарторі
Алсіндо Сарторі (порт. Alcindo Sartori, нар. 21 жовтня 1967, Медіанейра) — бразильський футболіст, що грав на позиції нападника.

## Клубна кар'єра
Народився 21 жовтня 1967 року в місті Медіанейра. Вихованець футбольної школи клубу «Фламенго». Дорослу футбольну кар'єру розпочав 1986 року в основній команді того ж клубу, в якій грав з такими зірками як Зіко та Леовежильдо Жуніор. За цей час виборов титул володаря Кубка Бразилії, та став переможцем Ліги Каріока та Кубка Кірін. Крім цього Сарторі став автором історичного першого голу в історії новоствореного Кубка Бразилії. Також у 1990 році недовго грав в оренді за «Сан-Паулу».
Згодом з 1991 по 1993 рік пограв у складі «Греміо», з яким виграв Лігу Гаушу, після чого на запрошення Зіко, що вже грав за японську команду «Касіма Антлерс», Сарторі теж перейшов до цієї команди, якій допоміг 1995 року стати віце-чемпіоном країни та фіналістом національного Кубка. В подальшому Алсіндо грав у цій же країні за клуби «Верді Кавасакі» та «Консадолє Саппоро», вигравши з першими Суперкубок Японії у 1995 та Кубок Імператора у 1997 року. В перерві між цими тріумфами недовго пограв на батьківщині за «Корінтіанс».
Завершував кар'єру на батьківщині «Флуміненсе», «Кабофрієнсе» та «КФЗ до Ріо», останній з яких був створений Зіко.

## Виступи за збірну
У складі молодіжної збірної Бразилії до 20 років зіграв на молодіжному чемпіонаті світу 1987 року в Чилі, де зіграв у всіх 4 матчах і забив 2 голи, в тому числі в програному матчі чвертьфіналу проти майбутніх тріумфаторів турніру Югославією (1:2).

## Титули і досягнення
- Переможець Ліги Каріока (1):

«Фламенго»: 1986
- Володар Кубка Бразилії (1):

«Фламенго»: 1990
- Переможець Ліги Каріока (1):

«Фламенго»: 1993
- Володар Суперкубка Японії (1):

«Верді Кавасакі»: 1995
- Володар Кубка Імператора (1):

«Верді Кавасакі»: 1997